# Quarta Guerra Macedònica
La Quarta Guerra Macedònica (150 aC - 148 aC) va ser l'última guerra entre Roma i Macedònia. Va tenir lloc a causa de la usurpació del pretendent Andriscos al tron de Macedònia, fingint ser el fill de Perseu, l'últim rei de macedònia, deposat pels romans després de la Tercera Guerra Macedònica al 168 aC Andriscos, després d'algunes victòries primerenques, va ser finalment derrotat pel general romà Cecili Metel a la batalla de Pidna el 148 aC. Dos anys després, Macedònia es va convertir en una província romana.